# 3822 Сеговија
3822 Сеговија (енгл. 3822 Segovia) је астероид главног астероидног појаса са средњом удаљеношћу од Сунца која износи 2,270 астрономских јединица (АЈ).
Апсолутна магнитуда астероида је 13,6.